# 陸上自衛隊の師団等一覧

師団・旅団配置

陸上自衛隊の師団等一覧（りくじょうじえいたいのしだんとういちらん、List of JGSDF Divisions and Brigades）は、陸上自衛隊の師団、旅団及び団の一覧である。

## 師団・旅団
第5および第11から第13までは従来の師団が旅団に格下げになったもので、第5を除き10より小さい番号の旅団は当初から存在しない。また、第14および第15は番号付き混成団からの改編である。
| 部隊     | 方面隊 | 司令部所在地          | 隷下主要戦闘部隊             | 隷下主要戦闘部隊 | 隷下主要戦闘部隊 | 隷下主要戦闘部隊 | 特色                  | 師団/旅団長 号俸 | 部隊公式HP |
| 部隊     | 方面隊 | 司令部所在地          | 普通科                       | 特科             | 高射特科         | 戦車             | 特色                  | 師団/旅団長 号俸 | 部隊公式HP |
| -------- | ------ | --------------------- | ---------------------------- | ---------------- | ---------------- | ---------------- | --------------------- | ---------------- | ---------- |
| 第1師団  | 東部   | 東京都 練馬区         | 3個連隊                      | （欠）           | 1個大隊          | 1個偵察戦闘大隊  | 地域配備師団          | 2号俸            |            |
| 第2師団  | 北部   | 北海道 旭川市         | 1個即応機動連隊 2個連隊      | 1個連隊          | 1個大隊          | 1個連隊          | 機動師団              | 2号俸            |            |
| 第3師団  | 中部   | 兵庫県 伊丹市         | 3個連隊                      | （欠）           | 1個大隊          | 1個偵察戦闘大隊  | 地域配備師団          | 2号俸            |            |
| 第4師団  | 西部   | 福岡県 春日市         | 3個連隊                      | （欠）           | 1個大隊          | 1個偵察戦闘大隊  | 地域配備師団          | 2号俸            |            |
| 第5旅団  | 北部   | 北海道 帯広市         | 1個即応機動連隊 2個連隊 (軽) | 1個隊            | 1個隊            | 1個隊            | 機動旅団              | 1号俸            |            |
| 第6師団  | 東北   | 山形県 東根市         | 1個即応機動連隊 2個連隊      | （欠）           | 1個大隊          | （欠）           | 機動師団              | 2号俸            |            |
| 第7師団  | 北部   | 北海道 千歳市         | 1個連隊                      | 1個連隊          | 1個連隊          | 3個連隊          | 機甲師団              | 1号俸            |            |
| 第8師団  | 西部   | 熊本県 熊本市         | 1個即応機動連隊 2個連隊      | （欠）           | 1個大隊          | （1個隊）        | 機動師団              | 2号俸            |            |
| 第9師団  | 東北   | 青森県 青森市         | 3個連隊                      | （欠）           | 1個大隊          | 1個偵察戦闘大隊  | 地域配備師団          | 1号俸            |            |
| 第10師団 | 中部   | 愛知県 名古屋市       | 3個連隊                      | （欠）           | 1個大隊          | 1個偵察戦闘大隊  | 地域配備師団          | 1号俸            |            |
| 第11旅団 | 北部   | 北海道 札幌市         | 1個即応機動連隊 2個連隊 (軽) | 1個隊            | 1個隊            | 1個隊            | 機動旅団              | 1号俸            |            |
| 第12旅団 | 東部   | 群馬県 北群馬郡榛東村 | 3個連隊 (軽)                 | （欠）           | 1個隊            | 1個偵察戦闘大隊  | 機動旅団 (空中機動)   | 1号俸            |            |
| 第13旅団 | 中部   | 広島県 安芸郡海田町   | 3個連隊 (軽)                 | （欠）           | 1個中隊          | 1個偵察戦闘大隊  | 地域配備旅団          | 1号俸            |            |
| 第14旅団 | 中部   | 香川県 善通寺市       | 1個即応機動連隊 1個連隊 (軽) | （欠）           | 1個隊            | （欠）           | 機動旅団              | 1号俸            |            |
| 第15旅団 | 西部   | 沖縄県 那覇市         | 1個連隊 (軽)                 | （欠）           | 1個連隊          | （欠）           | 地域配備旅団 (離島型) | 1号俸            |            |

### 沿革
- 1962年（昭和37年）
  - 1月18日：
    - 第1師団が甲師団として練馬駐屯地で編成完結。
    - 第2師団が甲師団として旭川駐屯地で編成完結。
    - 第3師団が乙師団として千僧駐屯地で編成完結。
    - 第5師団が乙師団として帯広駐屯地で編成完結。
    - 第10師団が乙師団として守山駐屯地で編成完結。
    - 第11師団が甲師団として真駒内駐屯地で編成完結。
    - 第12師団が乙師団として新町駐屯地で編成完結。
    - 第13師団が乙師団として海田市駐屯地で編成完結。

  - 8月15日：
    - 第4師団が甲師団として福岡駐屯地で編成完結。
    - 第6師団が乙師団として神町駐屯地で編成完結。
    - 第7師団が東千歳駐屯地で編成完結。
    - 第8師団が乙師団として北熊本駐屯地で編成完結。
    - 第9師団が乙師団として青森駐屯地で編成完結。
- 1970年（昭和45年）3月10日：
  1. 第3師団が甲師団に改編。
  2. 第6師団が甲師団に改編。
  3. 第13師団が甲師団に改編。

混成団の編成
- 1973年（昭和48年）10月16日：第1混成団が那覇駐屯地で編成完結。
- 1981年（昭和56年）3月25日：
  1. 第7師団が機甲師団に改編。
  2. 第8師団が甲師団に改編。
  3. 第13師団が乙師団に改編。
  4. 第2混成団が善通寺駐屯地で編成完結。

師団の近代化開始
- 1988年（昭和63年）3月25日：第2師団が近代化改編。
- 1989年（平成元年）3月24日：
  1. 第5師団が近代化改編。
  2. 第11師団が近代化改編。

- 1990年（平成2年）3月26日：
  1. 第4師団が近代化改編。
  2. 第6師団が近代化改編。
  3. 第8師団が近代化改編。
  4. 第9師団が近代化改編。

- 1991年（平成3年）3月29日：
  1. 第10師団が近代化改編。
  2. 第12師団が近代化改編。
  3. 第13師団が近代化改編。

- 1992年（平成4年）3月27日：
  1. 第1師団が近代化改編。
  2. 第3師団が近代化改編。

- 1994年（平成6年）3月28日：第3師団が乙師団に改編。
- 1995年（平成7年）3月28日：第2師団が改編。（第2戦車連隊の新編・隷属）
- 1996年（平成8年）3月29日：第11師団が乙師団に改編。

旅団の新編
- 1999年（平成11年）3月29日：第13師団が第13旅団に改編。
- 2001年（平成13年）3月27日：第12師団が第12旅団に改編。
- 2002年（平成14年）3月27日：第1師団が政経中枢師団に改編。
- 2003年（平成15年）3月27日：第4師団が沿岸配備型師団に改編。
- 2004年（平成16年）3月29日：
  1. 第5師団が第5旅団に改編。
  2. 第10師団が戦略機動師団への改編。

総合・即応近代化への改編
- 2005年（平成17年）3月28日：第8師団が即応近代化師団に改編。
- 2006年（平成18年）3月27日：
  1. 第3師団が即応近代化師団（政経中枢タイプ）に改編。
  2. 第6師団が即応近代化師団に改編。
  3. 第2混成団が第14旅団（即応近代化旅団）に改編。

- 2008年（平成20年）3月26日：
  1. 第11師団が第11旅団（総合近代化旅団）に改編。
  2. 第13旅団が即応近代化旅団に改編。

- 2010年（平成22年）3月26日：
  1. 第9師団が即応近代化師団に改編。
  2. 第1混成団が第15旅団（即応近代化旅団（離島タイプ））に改編。

- 2011年（平成23年）4月22日：
  1. 第1師団が即応近代化師団（政経中枢タイプ）に改編。
  2. 第2師団が総合近代化師団に改編。
  3. 第5旅団が総合近代化旅団に改編。

- 2013年（平成25年）3月26日：
  1. 第4師団が即応近代化師団に改編。
  2. 第12旅団が総合近代化旅団に改編。

- 2014年（平成26年）3月26日：
  1. 第7師団が総合近代化師団（機甲タイプ）に改編。
  2. 第10師団が即応近代化師団に改編。

機動師団・機動旅団への改編
- 2018年（平成30年）3月27日：
  1. 第8師団が機動師団に改編。
  2. 第14旅団が機動旅団に改編。

- 2019年（平成31年）3月26日：
  1. 第4師団が地域配備師団に改編。
  2. 第6師団が機動師団に改編。
  3. 第11旅団が機動旅団に改編。

- 2022年（令和4年）3月17日：
  1. 第1師団が地域配備師団に改編。
  2. 第2師団が機動師団に改編。

- 2023年（令和5年）3月16日：
  1. 第3師団が地域配備師団に改編。
  2. 第5旅団が機動旅団に改編。
  3. 第12旅団が機動旅団（空中機動）に改編。

- 2024年（令和6年）3月21日：
  1. 第9師団が地域配備師団に改編。
  2. 第10師団が地域配備師団に改編。
  3. 第13旅団が地域配備旅団に改編。

## 方面混成団
「方面混成団」を参照。
- 北部方面混成団
- 東北方面混成団
- 東部方面混成団
- 中部方面混成団
- 西部方面混成団

## 特科団・高射特科団
- 第1特科団
- 第2特科団
- 第1高射特科団
- 第2高射特科団

## 施設団
- 第1施設団
- 第2施設団
- 第3施設団[注 21]
- 第4施設団
- 第5施設団

## その他の団
- 陸上総隊
  - 水陸機動団（2018年3月新編）
  - 第1空挺団（2018年3月に陸上総隊隷下に編入）
  - 第1ヘリコプター団（2018年3月に陸上総隊隷下に編入）
  - システム通信団（2018年3月に陸上総隊隷下に編入）
- 富士教導団
- 陸上自衛隊開発実験団